# Clematis texensis
Clematis texensis là một loài thực vật có hoa trong họ Mao lương. Loài này được Buckley mô tả khoa học đầu tiên năm 1862.

## Hình ảnh

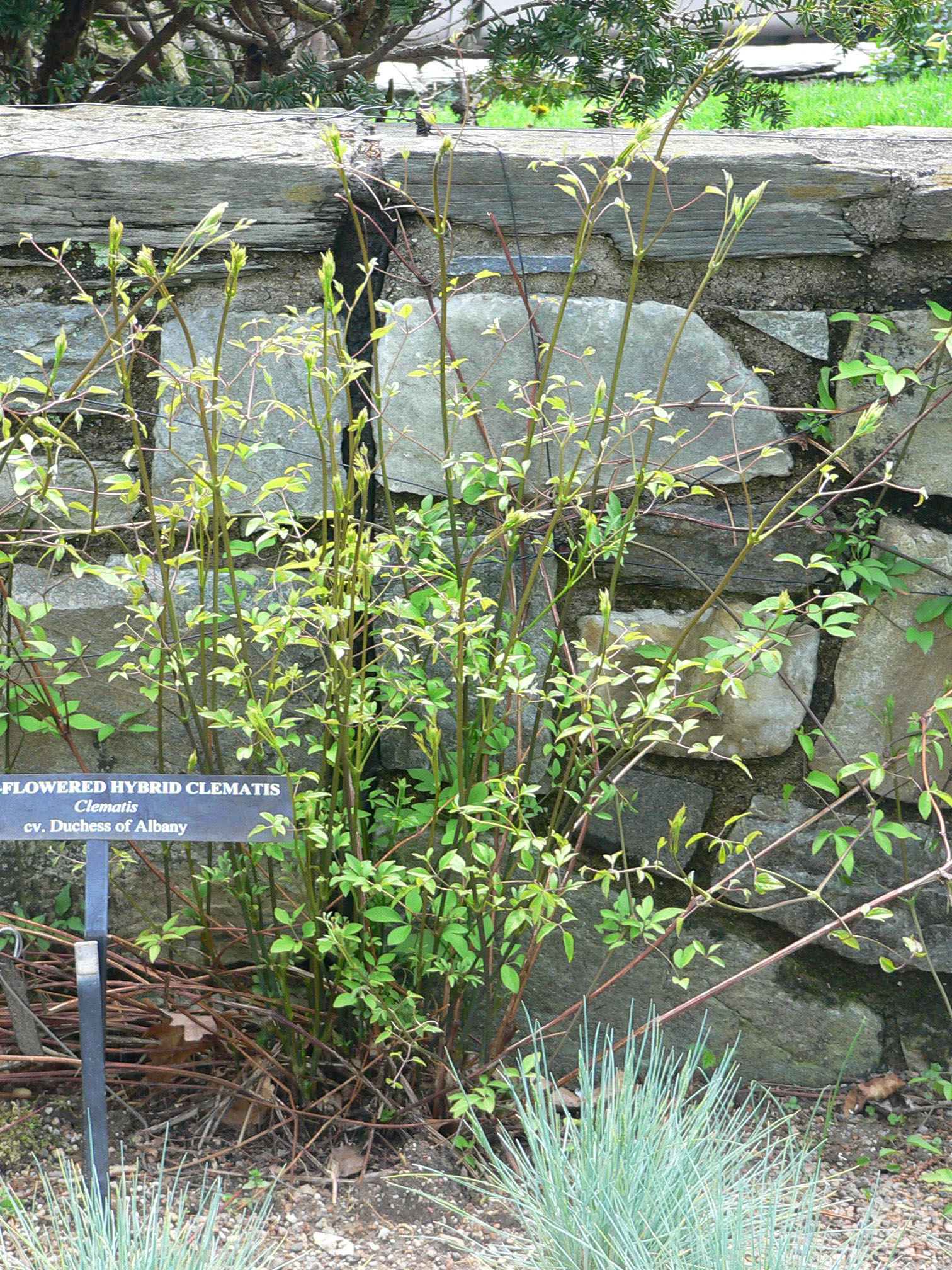
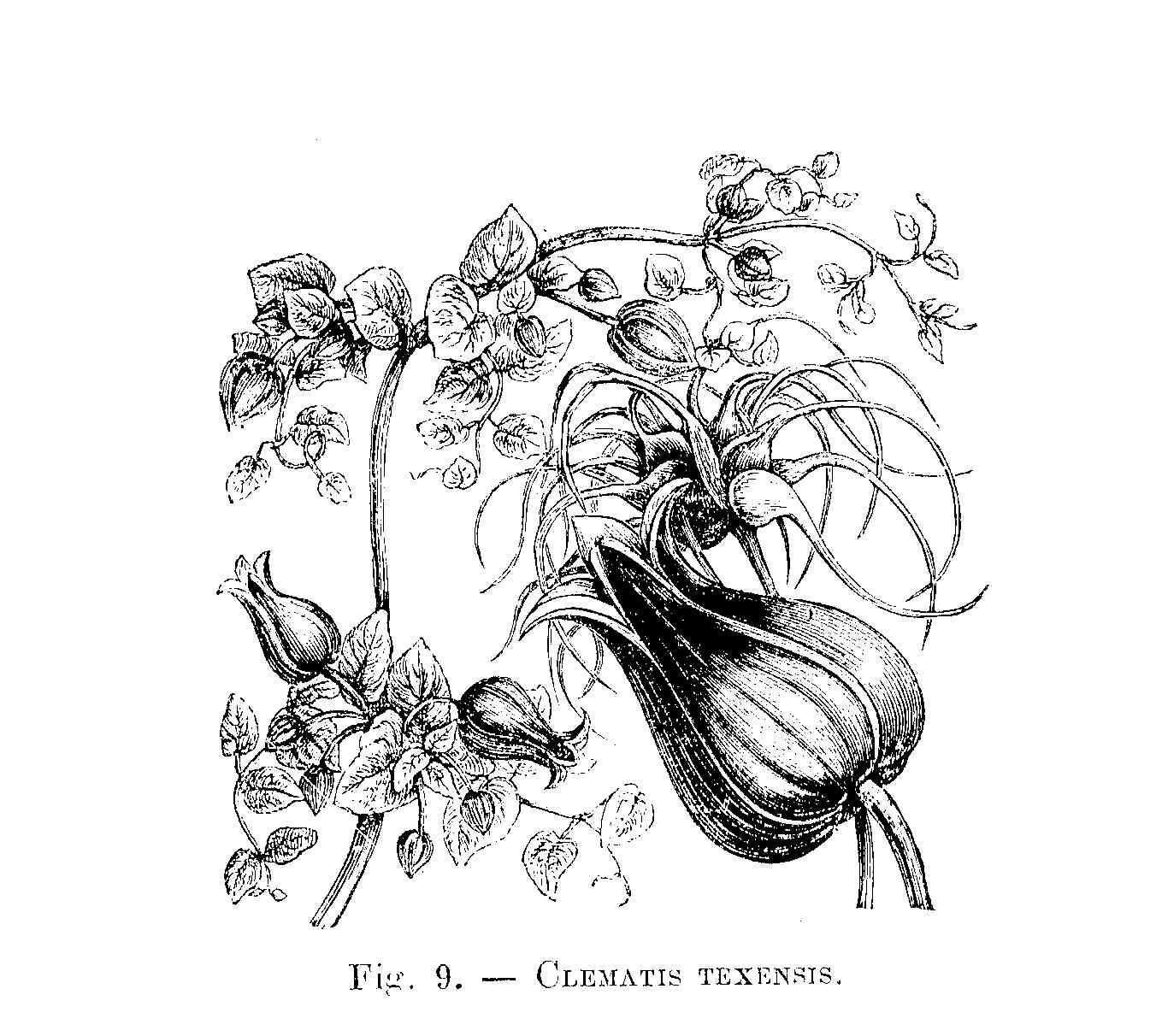